# Bandiera di Jarud
La bandiera di Jarud (扎鲁特旗S) è una bandiera della Cina, appartenente alla regione autonoma della Mongolia Interna e amministrata dalla prefettura di Tongliao.